# Unteregg
Unteregg è un comune della Germania di 1 372 abitanti, situato nel land della Baviera.